# Nhật thực 14 tháng 10, 2023
| ←20 tháng 4, 2023 | 8 tháng 4, 2024 → |
| ----------------- | ----------------- |

Nhật thực hình khuyên sẽ xảy ra vào ngày 14 tháng 10 năm 2023. Nhật thực xảy ra khi Mặt Trăng đi qua giữa Trái Đất và Mặt Trời, do đó che khuất hoàn toàn hoặc một phần hình ảnh của Mặt Trời đối với người xem trên Trái Đất. Nhật thực hình khuyên xảy ra khi đường kính biểu kiến của Mặt Trăng nhỏ hơn Mặt Trời, chặn hầu hết ánh sáng của Mặt trời và khiến Mặt Trời trông giống như một vành khuyên (vành khuyên). Đây sẽ là nhật thực hình khuyên thứ hai có thể nhìn thấy từ Albuquerque trong 11 năm, nơi nó đi qua con đường của Nguyệt thực tháng 5, 2012. Chỉ xảy ra 4,6 ngày sau ngày apogee (Apogee vào ngày 10 tháng 10 năm 2023), đường kính biểu kiến của Mặt Trăng sẽ nhỏ hơn.

## Hình ảnh
Đường đi dẫn đến

## Các nhật thực khác
Mỗi một lượt trong chuỗi chu kỳ nhật thực lặp lại sau khoảng 177 ngày và 4 giờ (một chu kỳ) tại các giao điểm xen kẽ của quỹ đạo Mặt Trăng.
| Nhật thực từ năm 2022 đến 2025 | Nhật thực từ năm 2022 đến 2025 | Nhật thực từ năm 2022 đến 2025 | Nhật thực từ năm 2022 đến 2025 | Nhật thực từ năm 2022 đến 2025 | Nhật thực từ năm 2022 đến 2025 |
| ------------------------------ | ------------------------------ | ------------------------------ | ------------------------------ | ------------------------------ | ------------------------------ |
| Điểm nút giảm                  | Điểm nút giảm                  |                                | Điểm nút tăng                  | Điểm nút tăng                  |                                |
| 119                            | 30 tháng 4, 2022 Một phần      | 124                            | 25 tháng 10, 2022 Một phần     |                                |                                |
| 129                            | 20 tháng 4, 2023 Hybrid        | 134                            | 14 tháng 10, 2023 Hình khuyên  |                                |                                |
| 139                            | 8 tháng 4, 2024 Toàn phần      | 144                            | 2 tháng 10, 2024 Hình khuyên   |                                |                                |
| 149                            | 29 tháng 3, 2025 Một phần      | 154                            | 21 tháng 9, 2025 Một phần      |                                |                                |